# La Forêt-Auvray

La Forêt-Auvray este o comună în departamentul Orne, Franța. În 1 ianuarie 2018 avea o populație de 171 de locuitori.